# Hello Good Day
『Hello Good Day !』（ハローグッデイ）は、2001年10月1日から2012年3月30日までエフエム沖縄（FM沖縄）で毎週月曜から金曜の9:00 - 10:30に放送されていたラジオ番組。
朝の9時に仕事を始める人々をターゲットにした番組で、情報と音楽を主とする内容で放送。
番組タイトルの表記には揺れがあり、FM沖縄公式サイト内でもタイトルロゴ通りの『Hello Good Day !』表記（感嘆符が入っている）と、本項の表題通りの『Hello Good Day』表記（感嘆符が入っていない）が混在していた。

## パーソナリティ

### 番組終了時のメンバー
- 伊芸倖 - 月曜・火曜・水曜担当。
- 安谷屋真理子 - 当初は月曜から金曜までの週5日間すべてを担当していた[2]。後に木曜・金曜担当にシフト。

### 途中降板したメンバー
- タグチマミ - 月曜・火曜・水曜担当。

## コーナー
- 9:00 オープニング
- 9:05 選曲メイトリクエスト
- 9:30 風に吹かれて首里城巡り[要検証 – ノート]
- 9:35 トークング[要検証 – ノート]カフェ
- 9:45 バックトゥー昭和
  - Forever blue〜美ら海からのたより〜（2009年8月31日 - 同年10月2日の期間限定で放送。FM沖縄制作、JFN加盟38局ネット）
- 9:50 GEORGIA Morning Menagerie
- 10:00 今日のチャレンジ
- 10:05 FM Radio Shopping
- 10:10 モーニングウォッチ
- 10:20 桜坂劇場情報、エンディング

## 関連番組
- スクリーンへの招待[なぜ?]
- Fine! - 後番組。本番組と『FMモーニングビュー』それぞれの放送枠とコーナーを引き継いでいる。